# Pedro Dias
Pedro Daniel Castelo Branco Miranda Dias (* 7. května 1982 Lisabon, Portugalsko) je bývalý portugalský zápasník–judista.

## Sportovní kariéra
S judem začínal v 6 letech. Od svých 14 let se připravoval na předměstí Lisabonu v Oeiras v známém sportovním klubu S.A.D. (Sport Algés e Dafundo) pod vedením Ruie Dominguese. V portugalské reprezentaci se prosazoval od roku 2005 v pololehké váze po přechodu krajana João Piny do vyšší lehké váhy. V roce 2008 si před domácím publikem třetím místem na mistrovství Evropy zajistil účast na olympijských hrách v Pekingu. Ve druhém kole olympijského turnaje senzačně vyřadil dvojnásobného mistra světa a svého velkého soupeře João Derlyho. Ve čtvrtfinále však svůj výkon proti Korejci Pak Čchol-minovi nezopakoval a skončil bez umístění. Po olympijských hrách ho přetrvávající problémy s levým ramenem přinutily ukončit sportovní kariéru. Od roku 2011 pracuje jako instruktor v Brazílii.
Pedro Dias byl levoruký judista s osobní technikou ippon-seoi-nage a výborný v boji na zemi (techniky submise).

## Výsledky
| Turnaj             | 2001           | 2002           | 2003           | 2004           | 2005           | 2006           | 2007           | 2008           |
| Turnaj             | 19             | 20             | 21             | 22             | 23             | 24             | 25             | 26             |
| Turnaj             | pololehká váha | pololehká váha | pololehká váha | pololehká váha | pololehká váha | pololehká váha | pololehká váha | pololehká váha |
| ------------------ | -------------- | -------------- | -------------- | -------------- | -------------- | -------------- | -------------- | -------------- |
| Olympijské hry     |                |                |                | —              |                |                |                | úč.            |
| Mistrovství světa  | —              |                | —              |                | úč.            |                | úč.            |                |
| Mistrovství Evropy | —              | —              | —              | —              | úč.            | 5.             | úč.            | 3.             |
| ME do 23 let       |                |                | —              | 3.             |                |                |                |                |
| ME juniorů         | 5.             |                |                |                |                |                |                |                |